# ال. آر. فورد جونیور
لستر رندالف فورد جونیور (انگلیسی: Lester Randolph Ford Jr.؛ ۲۳ سپتامبر ۱۹۲۷ – ۲۶ فوریهٔ ۲۰۱۷) ریاضی‌دان آمریکایی متخصص در مسائل شبکه شاره بود. وی پسر لستر آر. فورد ریاضی‌دان بود.